# Väktarhuvudspindel
Väktarhuvudspindel (Walckenaeria vigilax) är en spindelart som först beskrevs av John Blackwall 1853.  Väktarhuvudspindel ingår i släktet Walckenaeria och familjen täckvävarspindlar. Arten är reproducerande i Sverige. Inga underarter finns listade i Catalogue of Life.